# Neuroxena fulleri
Neuroxena fulleri är en fjärilsart som beskrevs av Druce 1883. Neuroxena fulleri ingår i släktet Neuroxena och familjen björnspinnare. Inga underarter finns listade i Catalogue of Life.